# System prawny Polski
System prawny Polski – w Polsce obowiązuje system prawny typu kontynentalnego. Duży wpływ na jego kształt miały prawo niemieckie i francuskie.

## Źródła polskiego prawa
Zgodnie z artykułem 87 Konstytucji Rzeczypospolitej Polskiej źródłami powszechnie obowiązującego prawa Rzeczypospolitej Polskiej są:
- Konstytucja
- ustawy
- ratyfikowane umowy międzynarodowe
- rozporządzenia
- akty prawa miejscowego (na obszarze działania organów, które je ustanowiły).

Ponadto do źródeł prawa powszechnie obowiązującego zalicza się ustawy o zmianie Konstytucji, rozporządzenia z mocą ustawy wydane na podstawie art. 234 Konstytucji i inne nieuchylone akty prawne o mocy ustawy. Dotyczy to obowiązujących rozporządzeń Prezydenta RP z mocą ustawy wydanych w okresie II Rzeczypospolitej i dekretów wydanych w okresie tzw. Polski Ludowej.
Obok źródeł prawa powszechnie obowiązującego, wyróżnia się także źródła prawa wewnętrznie obowiązującego (akty kierownictwa wewnętrznego). Są nimi przede wszystkim uchwały i zarządzenia.

## Publikacja polskich aktów prawnych
Urzędowym źródłem poznania prawa Rzeczypospolitej Polskiej są, na podstawie ustawy z dnia 20 lipca 2000 o ogłaszaniu aktów normatywnych i niektórych innych aktów prawnych (Dz.U. z 2019 r. poz. 1461), dzienniki urzędowe. Najważniejszymi takimi dziennikami są w Polsce Dziennik Ustaw i Monitor Polski.
Istnieje jednak wiele instytucji zajmujących się publikowaniem aktów ogłoszonych w Dzienniku Ustaw i Monitorze Polskim, między innymi:
- Internetowy System Aktów Prawnych prowadzony przez Kancelarię Sejmu;
- wydawnictwa prawnicze.

## System sądowy

### Podział podmiotowy
Zgodnie z art. 175 Konstytucji RP, wymiar sprawiedliwości w RP sprawują:
- Sąd Najwyższy
- sądy powszechne
- sądy wojskowe
- sądy administracyjne

### Podział przedmiotowy
Sądy powszechne w Polsce dzielą się na wydziały, którym zawsze przypisana jest pewna kategoria spraw. Nieraz, gdy jest duży wpływ spraw danego rodzaju, tworzy się kilka wydziałów dla tej kategorii spraw – przykładowo dwa albo trzy wydziały karne. Może też tak się zdarzyć, że w sądach wyższego rzędu jest przykładowo jeden wydział cywilny I instancji i drugi wydział cywilny, ale odwoławczy.
Następujące wydziały tworzy się w sądach:
| W sądach apelacyjnych | - wydział cywilny (sąd cywilny II instancji dla sądów okręgowych) - wydział karny (sąd karny II instancji dla sądów okręgowych) - wydział pracy i ubezpieczeń społecznych (sąd pracy i ubezpieczeń społecznych II instancji dla sądów okręgowych) - wydział lustracyjny (w Sądzie Apelacyjnym w Warszawie; sąd lustracyjny) |
| W sądach okręgowych   | - wydział cywilny (sąd cywilny I instancji oraz sąd cywilny, rodzinny, opiekuńczy, dla nieletnich II instancji dla sądów rejonowych) - wydział karny (sąd karny I instancji oraz sąd karny, dla nieletnich (czasami) II instancji dla sądów rejonowych) - wydział penitencjarny i nadzoru nad wykonywaniem orzeczeń penitencjarnych (sąd penitencjarny) - wydział pracy (sąd pracy) i wydział ubezpieczeń społecznych (sąd ubezpieczeń społecznych) albo wydział pracy i ubezpieczeń społecznych - wydział gospodarczy (sąd gospodarczy) - sąd ochrony konkurencji i konsumentów (w Sądzie Okręgowym w Warszawie) - odrębna jednostka rejestrowa (w Sądzie Okręgowym w Warszawie – m.in. dla partii politycznych) - sąd wspólnotowych znaków towarowych i wzorów przemysłowych (w sądzie Okręgowym w Warszawie) |
| W sądach rejonowych   | - wydział cywilny (sąd cywilny I instancji) - wydział karny (sąd karny I instancji) - wydział rodzinny i nieletnich (sąd rodzinny, opiekuńczy, dla nieletnich I instancji) - wydział pracy (sąd pracy I instancji) albo wydział pracy i ubezpieczeń społecznych (sąd pracy i ubezpieczeń społecznych I instancji) - wydział ksiąg wieczystych (sąd wieczystoksięgowy) - wydział gospodarczy (w mieście, w którym ma siedzibę sąd okręgowy, albo w mieście na prawach powiatu; sąd gospodarczy I instancji) - wydział gospodarczy Krajowego Rejestru Sądowego (sąd rejestrowy – w miastach wojewódzkich oraz niektórych innych większych miastach) |

### Podział instancyjny
Sądownictwo powszechne:
- sądy rejonowe
- sądy okręgowe
- sądy apelacyjne
- Sąd Najwyższy – Izba Pracy i Ubezpieczeń Społecznych, Izba Karna, Izba Kontroli Nadzwyczajnej i Spraw Publicznych, Izba Dyscyplinarna oraz Izba Cywilna

Sądownictwo wojskowe:
- wojskowe sądy garnizonowe
- wojskowe sądy okręgowe
- Sąd Najwyższy – Izba Karna

Sądownictwo administracyjne:
- wojewódzkie sądy administracyjne
- Naczelny Sąd Administracyjny